# Rode fosfor

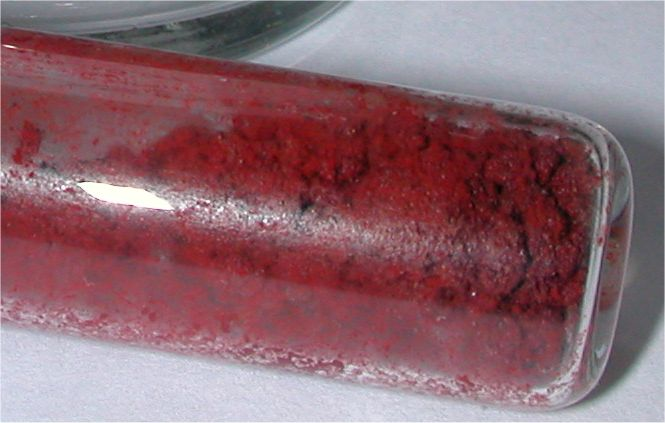
Rode fosfor

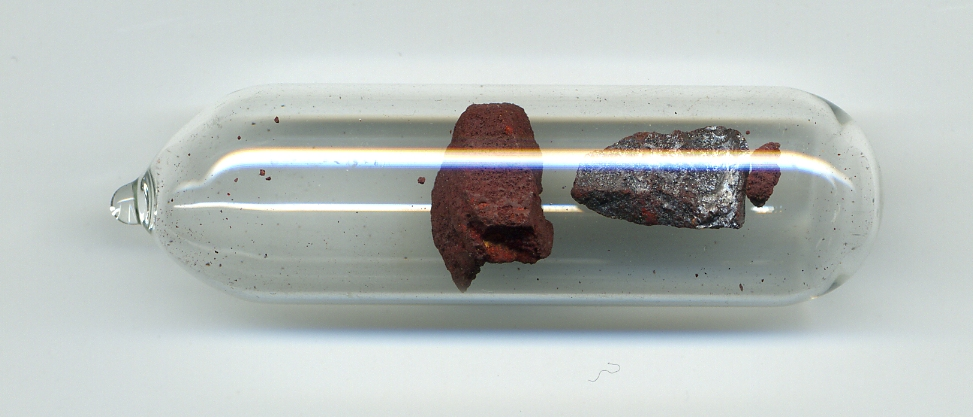
Rode fosfor (links) en violette fosfor (rechts)

Structuur van violette fosfor. Met de fosforatomen P* zijn twee afgebeelde buisjes verbonden.

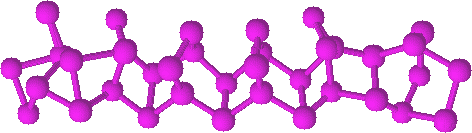
Structuur van rode fosfor

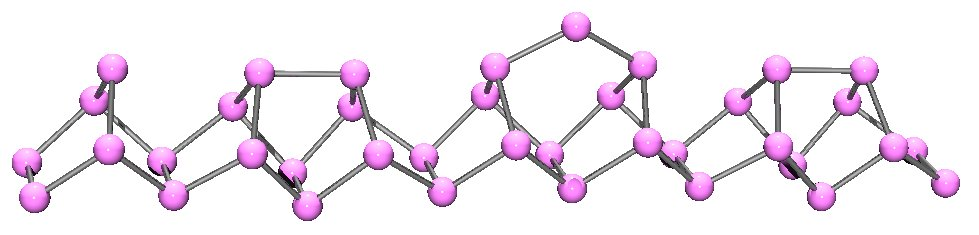
Structuur van Hittorfs (violette) fosfor

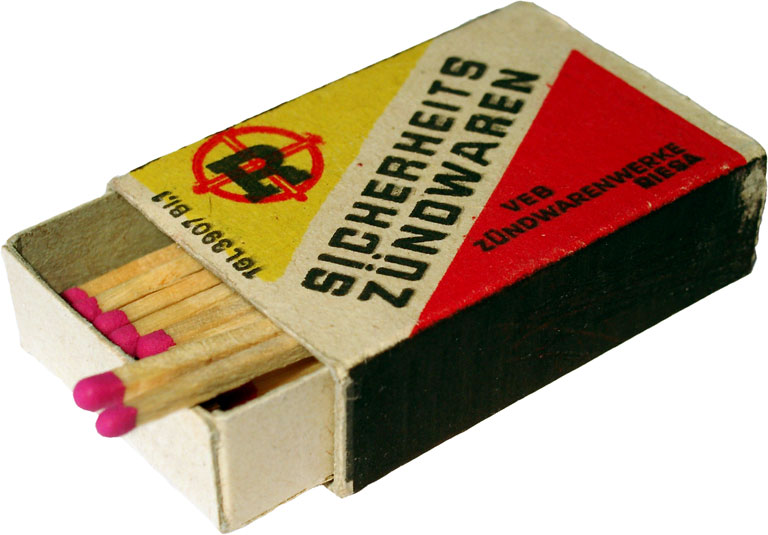
Luciferdoosje met rode fosfor aan de zijkant

Van rode fosfor komen een aantal amorfe, kristallijne vormen voor met een dichtheid variërend tussen 2,0 - 2,4 g/cm3 en smeltpunten tussen 585 °C - 610 °C. Gewoonlijk is rode fosfor amorf, maar door herkristallisatie in vloeibaar lood wordt het omgezet in het monokliene Hittorfs (violette) fosfor, dat bestaat uit een driedimensionaal verknoopt polymeer. Rode fosfor is in tegenstelling tot witte fosfor niet giftig. Anton Schrötter von Kristelli heeft rode fosfor  ontdekt.
Rode fosfor wordt geproduceerd uit witte fosfor door verhitting tot ongeveer 260 °C onder afsluiting van lucht. Een langzame omzetting vindt ook plaats onder invloed van licht. Jodium katalyseert de omzetting van witte in rode fosfor.
Rode fosfor is weliswaar niet zelfontbrandbaar maar kan met sterke oxidatiemiddelen door wrijving of slaan ontbranden of zelfs ontploffen. Het violette fosfor reageert vergelijkbaar met zwarte fosfor.
Rode fosfor kan omgezet worden in witte fosfor door het te verhitten tot 260 °C, zoals te zien is bij het afstrijken van een lucifer, waarbij de benodigde warmte geleverd wordt door de wrijving langs het strijkvlak van het lucifersdoosje.
Rode fosfor gecombineerd met water kan bij inademing ernstige schade aan de longen en luchtwegen geven. Dit kan dodelijk zijn.